# Vértesboglár
Vértesboglár község Fejér vármegyében, a Bicskei járásban.

## Fekvése
Vértesboglár község Fejér vármegyében, a Vértes hegység tövétől négy kilométerrel keletre épült a Söréd-Bicske 8126-os út mellett. A falut körülvevő területek nagy része a Vértesi Tájvédelmi Körzethez tartozik. Autóbusszal megközelíthető az 1251-es, 1253-as, 1853-as, 8002-es, és 8120-as járatokkal.

## Története
Vértesboglárt és környékét már a rómaiak is lakták, amit a leletek és a települést átszelő római út nyomai is bizonyítanak.
Boglár (Al- és Felboglár) nevét az oklevelek már 1187 előtt említik, mint királynéi birtokot. Nevét 1193-ban Boclar, 1221-ben Boklar, 1311-ben Olboklar (Alboglár), 1339-ben Boklár alakban írták.
1187 előtt a királynéi és nemesi birtok Boglárt Eufrozina királyné a fehérvári kereszteseknek adta.
1221-ben Doboka körülhatárolt földjét 30 M-ért eladta a Csák nemzetségbeli (de gen. Chak) Demeter mesternek. (Az eladott föld területbe nem tartozott bele az ott lévő Szent György-templom harangozóinak földje.)
1311-ben Károly Róbert király Lukács, Benedek és a többi elhalt királynéi nép (populorum reginalium) felboglári földjét a Csák nemzetségbeli István fia Péter nevű szerviensének, és Vasvári Péter comesnek (ispán) adta. A föld s határait leíratta, és e határleírásból kitűnik, hogy  1311-ben szomszédos települései Alboglár (Olboklar), Budmer, Venye és Keer (Kér) voltak.
1332-ben a Csák nemzetségbeli Wgud néhai bán fia Demeter fia Móric győri domonkos szerzetes vásárolt boglári földjét eladta Németi Heym fiainak, még mielőtt a király Demeter összes birtokát a cseh Chenyknek adta volna. Németi Heym fiai közül László hölgykői várnagy volt.
A település a török időkben elnéptelenedett, csak mint puszta hely szerepel.
A 18. században az elpusztult falut a környező településekkel együtt az Esterházy család vásárolta meg, s nagy részben Bajorországból, a Fekete-erdőből érkező német telepesekkel népesítette be.
1945 előtt a község lakosai javarészt németek voltak, csupán tíz-tizenkét magyar anyanyelvű család élt itt, akik mind mezőgazdasági cselédként dolgoztak.
Az 1941-es népszámlálás adatai szerint a község lakossága 1288 fő, összesen 274 lakóépületben. A község határa 4035 kat. hold volt, ebből 600 kat. hold szántó és 860 kat. hold erdő csákvári gróf Esterházy Móric tulajdonában. A lakosság többnyire helyben földműveléssel foglalkozott (egész-, ill. féltelkes gazdaként), de a nyáron bérmunkában arattak is vállaltak más falvakban. A fiatalok nagy része Budapestre járt dolgozni.
1945 előtt csak egy négy tantermes iskola működött Vértesbogláron, osztatlan osztályokkal. A nehéz anyagi körülmények miatt a szülők nem engedhették meg, hogy gyermekeiket felsőbb iskolában taníttassák, ipari pályára is kevesen kerültek.
Közlekedés szempontjából sem volt jó helyzetben a falu: utazás csak végig szekéren, vagy a 4,2 km-re lévő vasútállomásról juhattak el a környező falvakba, városokba. A második világháborúban a férfiak jó része a frontra került, így a mezőgazdasági elvégzése a nőkre, gyermekekre és az idősekre hárultak.
A szovjetek 1944. december 24-én este 8 órakor érték el a falut, de a front még hosszasan a határban húzódott. Az ismétlődő német támadások miatt a falut kiürítették, a lakók Vértesacsán, Alcsúton, Tabajdon találtak ideiglenes menedéket. A kitelepítettek csak március 15-e után térhettek vissza otthonaikba. A harcok során az igavonó állatok nagy része elpusztult.
A Földigénylő Bizottság 1945 május elején 664 kat. hold földből 508 kat. holdat osztott szét száz igénylő között, akik közül 49 addig teljesen földnélküli volt. A földek nagy részét a volt Esterházy-birtokból osztották ki.
1945. április 6-ig a községben katonai közigazgatás volt. 1945. április elején indult meg a községben a tanítás, ekkor a tanítók még lakásaikon oktatták a 240 diákot. Az iskolát 1946 elejére sikerült helyreállítani. A gyermekek a széket és a téli időszakban a tüzelőt otthonról hozták. Átmenetileg téglára fektetett deszkalapok voltak az asztalok és pergamen papírral ragasztották be az ablakokat, hogy ne legyen huzat. Az iskolai élet 1948-tól normalizálódott.
A nemzetközi megállapodás értelmében 1946 májusában került sor a németajkú lakosok kitelepítésére. Nyolcvannégy család költözött el, helyükre kilencvennégy magyar családot telepítettek be Románia, Csehszlovákia és Magyarország különböző részeiről.
1947-ben földművelés-szövetkezet alakult.

## Közélete

### Polgármesterei
- 1990–1994: Bauer Jánosné Keilbach Anna (független)[7]
- 1994–1998: Bauer Jánosné (független)[8]
- 1998–2002: Bauer Jánosné (független)[9]
- 2002–2004: Bauer Jánosné (független)[10]
- 2004–2006: Oroszné Genczwein Terézia (független)[11]
- 2006–2007: Szabó Dezső (független)[12]
- 2007–2010: Sztányi István (független)[13]
- 2010–2014: Sztányi István (független)[14]
- 2014–2019: Sztányi István (független)[15]
- 2019–2024: Sztányi István (független)[16]
- 2024– : Jókai Erika (független)[1]

2004. június 13-án időközi polgármester-választást tartottak a polgármester lemondása miatt.
A következő önkormányzati ciklus első negyede után nem sokkal, 2007. november 18-án ismét időközi polgármester-választást kellett tartani, ezúttal is a polgármester lemondása miatt.

## Népessége
A település népességének változása:
| Lakosok száma | 883  | 874  | 865  | 887  | 881  | 920  | 903  |
|               | 2013 | 2014 | 2015 | 2021 | 2022 | 2023 | 2024 |

A 2011-es népszámlálás során a lakosok 84,1%-a magyarnak, 0,2% cigánynak, 19% németnek mondta magát (15,9% nem nyilatkozott; a kettős identitások miatt a végösszeg nagyobb lehet 100%-nál). A vallási megoszlás a következő volt: római katolikus 50,3%, református 11,3%, evangélikus 0,5%, görögkatolikus 0,2%, felekezeten kívüli 9,4% (27,8% nem nyilatkozott).
2022-ben a lakosság 90,9%-a vallotta magát magyarnak, 13,1% németnek, 0,5% cigánynak, 0,2% ruszinnak, 0,2% szlováknak, 0,1-0,1% örménynek, bolgárnak és ukránnak, 3% egyéb, nem hazai nemzetiségűnek (8,3% nem nyilatkozott; a kettős identitások miatt a végösszeg nagyobb lehet 100%-nál). Vallásuk szerint 38,9% volt római katolikus, 8,1% református, 0,9% evangélikus, 0,3% görög katolikus, 0,3% ortodox, 0,6% egyéb keresztény, 0,8% egyéb katolikus, 20,2% felekezeten kívüli (29,4% nem válaszolt).

## Látnivalói
- Plébániaház – Fellner Jakab építette 1761-ben.
- Kápolna
- Régi temető és sírkövei
- Présházegyüttes
- Mária-szobor
- Képesoszlopok
- Artézi kutak
- Feszületek
- Gémeskutak
- Kőhíd
- Kálvária-domb
- Római-árok
- Boglári-tanya
- Tájház (Petőfi utca)
- Assisi Szent Ferenc templom

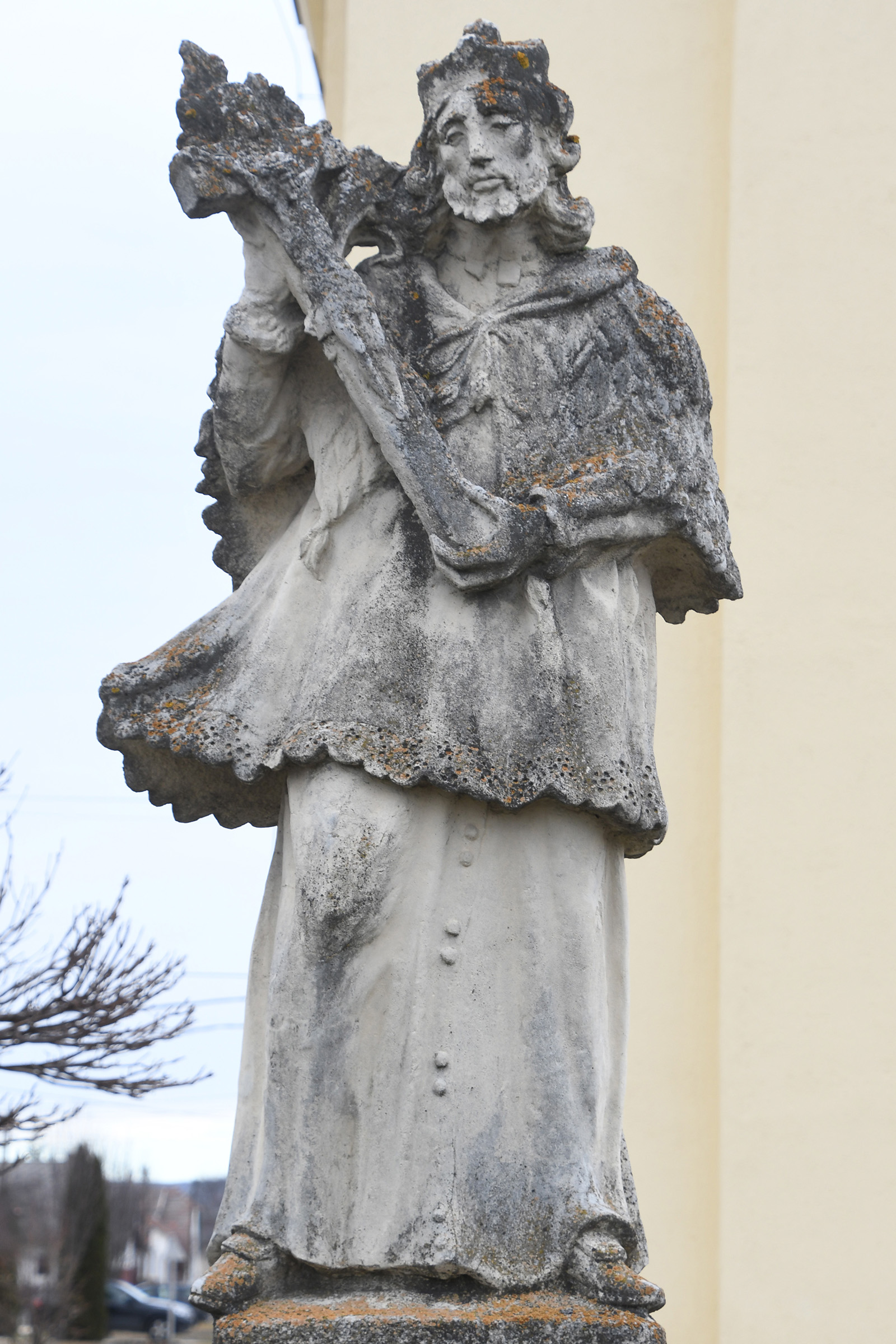
Nepomuki Szent János-szobor
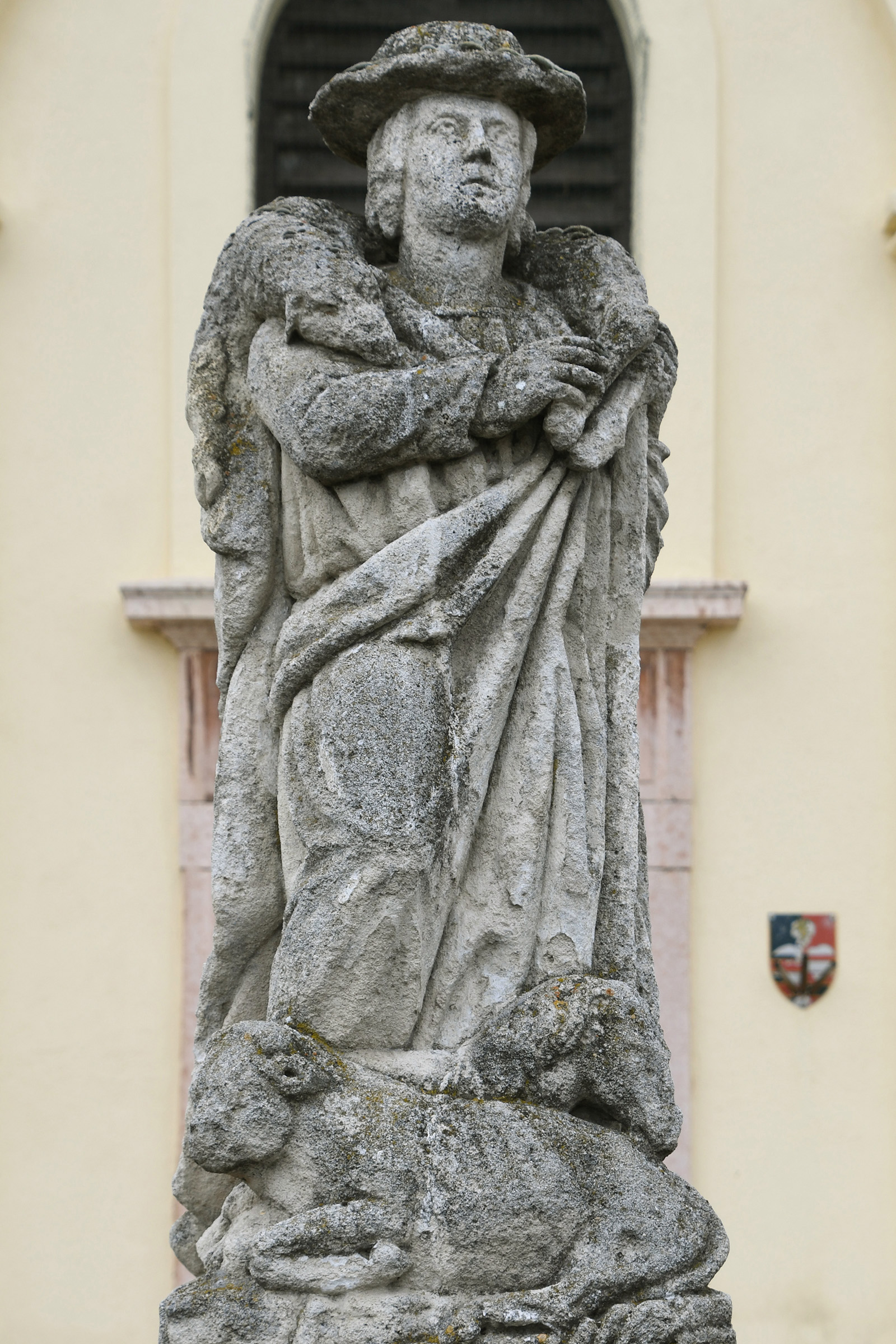
Szent Vendel-szobor
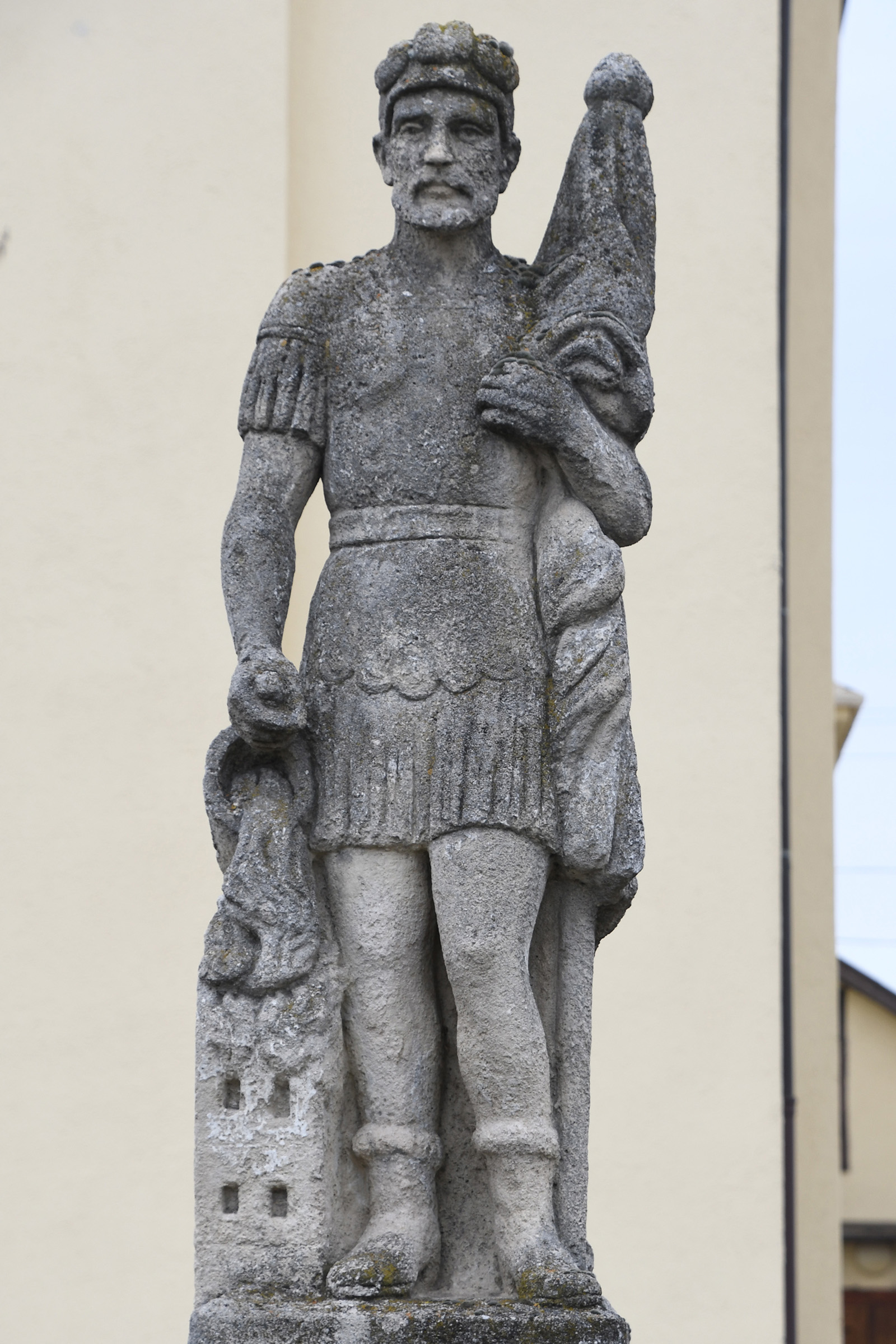
Szent Flórián-szobor
- Vértesboglári horgásztó
- 1956-os emlékmű

- Nepomuki Szent János-szobor
- Szent Vendel-szobor
- Szent Flórián-szobor